# Здорово и вечно (фильм)
«Здорово и вечно» — российский документальный фильм Натальи Чумаковой и Анны Цирлиной 2014 года. Фильм рассказывает о музыканте Егоре Летове и его группе «Гражданская оборона», охватывая период с начала 1980-х до начала 1990-х годов. Фильм вышел в прокат в России 20 ноября 2014 года.

## Производство
В 2009 году Наталья Чумакова, вдова Егора Летова, смонтировала небольшой 40-минутный фильм из домашнего видео — «Егор Летов: Проект фильма». «Проект фильма» с успехом был показан на фестивале современного кино «2morrow» в Москве в этом же году. Наталья рассчитывала, что найдутся кинематографисты, которые возьмутся за полноценный полнометражный фильм о Летове и «Гражданской обороне», но поскольку этого не произошло, стала снимать сама. Съёмки растянулись на пять лет. Первоначально фильм назывался «Гражданская оборона: начало». К ноябрю 2013 года было отснято и отобрано около 300 часов материала. 20 ноября началась краудфандинг-акция на сайте Kroogi для сбора средств, нужных для монтажа фильма. Нужная сумма была собрана за месяц. Выход фильма был запланирован на осень 2014 года — это и 50-летие Егора Летова, и 30-летие «Гражданской обороны».
Фильм был переименован в «Здорово и вечно» — это одноимённый студийный альбом 1989 года и песня.

## Сюжет
Фильм рассказывает о творческом пути Егора Летова с начала 1980-х до начала 1990-х годов. О том, с чего началась любовь к музыке. О жизни в Москве и возвращении в Омск. Как появилась идея первой группы «Посев». Как из этого всего выросла «Гражданская оборона». Отношения с властями и КГБ. Сумасшедший дом. О фестивале в Новосибирске в 1987 году. О знакомстве Егора с Янкой Дягилевой и совместном творчестве. О фестивале в Москве в 1988 году. О создании концептуального музыкального проекта «Коммунизм». Рассказывается о «последнем концерте» «Гражданской обороны» в Таллине в 1990 году и роспуске группы. Фильм заканчивается кадрами с несостоявшегося концерта в Москве в декабре 1993 года.

## Принимали участие
- Сергей Летов
- Александр «Иваныч» Рожков
- Валерий «Валерыч» Рожков
- Сергей Жариков
- Константин «Кузьма» Рябинов
- Ирина Рябинова
- Олег «Манагер» Судаков
- Вадим «Лукич» Кузьмин
- Денис Каспирович
- Сергей Тендитный
- Алексей «Плюха» Плюснин
- Фёдор Фомин
- Игорь «Игорёз» Рагулин
- Аркадий Климкин
- Игорь Староватов
- Сергей Фирсов
- Сергей Гурьев
- Игорь «Джефф» Жевтун

## Критика
Фильм получил много откликов — доброжелательных либо нейтральных.
Из отрицательных моментов «Коммерсантъ» отметил «неубедительность» воспоминаний. Многие авторы указывают также на то, что хоть фильм и раскрывает многие факты из ранней биографии Летова, но тем не менее осталось не раскрыто, почему Летов стал тем, кем стал.
Хотя фильм охватывает сравнительно небольшой промежуток времени, некоторые детали, по мнению некоторых авторов, либо остались недосказаны (Янка Дягилева), либо вообще не упомянуты (участники первой группы «Посев», совместная работа с группой «Инструкция по выживанию»).